# Farol da Chibata
O Farol da Chibata, encontra-se num depósito de água com outros usos, incluindo o de farol. Localiza-se nos Capuchos, na união de freguesias de Caparica a Trafaria, Concelho de Almada, no Distrito de Setúbal, em Portugal.
A fonte luminosa encontra-se instalada numa torre vermelha cilíndrica do depósito de água (depósito branco). O depósito esta localizado junto à mata da Boa Viagem, no cimo de uma colina, a cerca de 4 quilómetros, a sudoeste da foz do Rio Tejo, perto do vértice geodésico de Chibata (117.47 metros de altitude).